# Église Saint-Gimer de Carcassonne
L'Église paroissiale Saint-Gimer est une église située place Saint-Gimer à Carcassonne. Œuvre de Viollet-le-Duc, elle est classée monument historique depuis le 11 janvier 2022.

## Historique
L'église Saint-Gimer est dessinée et bâtie entre 1852 et 1859  par Viollet-le-Duc, durant la période où il restaure la Cité de Carcassonne. Consacrée en juin 1859, elle est dédiée à Gimer, évêque de Carcassonne de 903 à 932. Elle remplace une chapelle datant de 1688, devenue insuffisante par l'accroissement de la population de la paroisse.

## Mobilier
La base Palissy inventorie 9 objets protégés.